# جایزه ساخاروف
جایزه ساخاروف برای آزادی اندیشه که معمولاً به عنوان جایزه ساخاروف (به انگلیسی: Sakharov Prize) شناخته می‌شود، جایزه افتخاری برای افراد یا گروه‌هایی است که زندگی خود را وقف دفاع از حقوق بشر و آزادی اندیشه کرده‌اند. در دسامبر ۱۹۸۸، پارلمان اروپا این جایزه را به نام دانشمند و دگراندیش روسی آندره ساخاروف، بنیان نهاد.
کمیته روابط خارجی و کمیته توسعه پارلمان اروپا هر ساله فهرست کوتاهی از نامزدها را تهیه می‌کنند. سپس در ماه سپتامبر، اعضای پارلمان اروپا که این کمیته‌ها را تشکیل می‌دهند، فهرست نهایی را برمی‌گزینند. پس از آن، انتخاب نهایی به کنفرانس روسای پارلمان اروپا (رئیس جمهور و رهبران گروه‌های سیاسی) تقدیم و نام برنده در اواخر اکتبر اعلام می‌شود. این جایزه در مراسمی در پارلمان استراسبورگ همراه با یک جایزه نقدی ۵۰٬۰۰۰ یورویی، در ماه دسامبر اعطا می‌شود.
اولین جایزه به طور مشترک به نلسون ماندلا از آفریقای جنوبی و آناتولی مارچنکو از روسیه اهدا شد. جایزه سال ۱۹۹۰ به آنگ سان سو چی تعلق گرفت، اما او تا سال ۲۰۱۳ به دلیل زندانی شدن سیاسی در برمه نتوانست آن را دریافت کند. همچنین جایزه ساخاروف به سازمان‌های مختلفی اهدا شده که مادران پلازا د مایو از آرژانتین، اولین سازمان برنده این جایزه در سال ۱۹۹۲ هستند. پنج برنده ساخاروف: نلسون ماندلا،  آنگ سان سو چی، ملاله یوسف‌زی، دنیس موک‌وگه و نادیا مراد، بعدها جایزه صلح نوبل را دریافت کردند.
رزان زیتونه (یکی از برندگان سال ۲۰۱۱) در سال ۲۰۱۳ ربوده شد و همچنان مفقود است. نسرین ستوده و جعفر پناهی، برندگان سال ۲۰۱۲، بعدها از زندان آزاد شدند.

## برندگان
| Posthumous award | نشان‌دهنده اعطای جایزه پس از مرگ شخص است |

| سال  | تصویر                                                                                                | دریافت‌کننده                         | ملیت                             | توضیحات | منابع                       |
| ---- | --- | ----------------------------------- | -------------------------------- | --- | --------------------------- |
| ۱۹۸۸ | نلسون ماندلا was the inaugural winner of the prize, together with آناتولی مارچنکو                    | نلسون ماندلا                        | آفریقای جنوبی                    | مقاومت داخلی علیه آپارتاید و بعدها اولین رئیس‌جمهور آفریقای جنوبی | [ ۱۲ ]                      |
| ۱۹۸۸ | | آناتولی مارچنکو                     | اتحاد جماهیر شوروی               | مخالف شوروی، نویسنده و فعال حقوق بشر | [ ۱۳ ]                      |
| ۱۹۸۹ | Dubček in 1989                                                                                       | الکساندر دوبچک                      | چکسلواکی                         | سیاستمدار اسلواکی، تلاش کرد رژیم کمونیستی را در دوران بهار پراگ اصلاح کند | [ ۱۲ ]                      |
| ۱۹۹۰ | Suu Kyi in 2013                                                                                      | آنگ سان سو چی                       | میانمار                          | سو چی در زمان دریافت این جایزه، یک سیاستمدار مخالف و دبیرکل سابق اتحادیه ملی برای دموکراسی بود که به خاطر مبارزه مسالمت آمیزش علیه حکومت نظامی در میانمار شهرت داشت. او شخصاً در سال ۲۰۱۳ پس از آزادی از ۱۵ سال حبس خانگی، این جایزه را گرفت. در سال ۲۰۲۰، کنفرانس روسای پارلمان اروپا رسماً سو چی را از انجمن جایزه ساخاروف به دلیل نقش او در جنایات علیه مردم روهینگیا تعلیق کرد، اما خودِ جایزه را باطل نکرد. | [ ۱۴ ] [ ۱۵ ] [ ۱۶ ] [ ۱۷ ] |
| ۱۹۹۱ | - | آدم دماچی                           | جمهوری فدرال سوسیالیستی یوگسلاوی | سیاستمدار آلبانیایی کوزوو و زندانی سیاسی طولانی مدت | [ ۱۲ ]                      |
| ۱۹۹۲ | The white shawl of the Mothers of the Plaza de Mayo, painted on the floor in Buenos Aires, Argentina | مادران میدان مایو                   | آرژانتین                         | انجمن مادران آرژانتینی که فرزندانشان در طول جنگ کثیف ناپدید شدند | [ ۱۴ ]                      |
| ۱۹۹۳ | The Oslobođenje logo, 2019                                                                           | اوسلوبودنژی                         | جمهوری بوسنی و هرزگوین           | روزنامه مشهوری که از بوسنی و هرزگوین به عنوان یک کشور چند قومیتی دفاع می‌کرد | [ ۱۴ ]                      |
| ۱۹۹۴ | Nasrin in 2013                                                                                       | تسلیمه نسرین                        | بنگلادش                          | نویسنده فمینیست و پزشک سابق | [ ۱۴ ]                      |
| ۱۹۹۵ | Zana in 2007                                                                                         | لیلا زانا                           | ترکیه                            | سیاستمدار کرد تبار اهل جنوب شرقی ترکیه که به دلیل عضویت در پ.ک.ک به مدت ۱۵ سال زندانی شد | [ ۱۲ ]                      |
| ۱۹۹۶ | Jingsheng in 2010                                                                                    | وئی ژنگشنگ                          | چین                              | فعال در جنبش‌های دموکراسی چین | [ ۱۴ ]                      |
| ۱۹۹۷ | Ghezali in 2013                                                                                      | سلیمه غزالی                         | الجزایر                          | روزنامه نگار و نویسنده، فعال حقوق زنان، حقوق بشر و دموکراسی در الجزایر | [ ۱۴ ]                      |
| ۱۹۹۸ | Rugova in 2004                                                                                       | ابراهیم روگوا                       | جمهوری فدرال یوگسلاوی            | سیاستمدار آلبانیایی کوزوو و اولین رئیس‌جمهور کوزوو | [ ۱۲ ]                      |
| ۱۹۹۹ | Gusmão in 2011                                                                                       | ژانانا گوژماو                       | تیمور شرقی                       | مبارز سابق و بعداً اولین رئیس‌جمهور تیمور شرقی | [ ۱۸ ]                      |
| ۲۰۰۰ | - | باستا یا                            | اسپانیا                          | سازمانی که افراد مواضع مختلف سیاسی را علیه تروریسم متحد می کند | [ ۱۹ ]                      |
| ۲۰۰۱ | Peled-Elhanan in 2001                                                                                | نوریت پلد-الحنان                    | اسرائیل                          | فعال صلح | [ ۱۲ ]                      |
| ۲۰۰۱ | - | عزت غزاوی                           | فلسطین                           | نویسنده و استاد | [ ۱۲ ]                      |
| ۲۰۰۱ | Zacarias Kamwenho in 2013                                                                            | زاخاری کامونو                       | آنگولا                           | اسقف اعظم و فعال صلح | [ ۱۲ ]                      |
| ۲۰۰۲ | - | اوسوالدو پایا                       | کوبا                             | فعال سیاسی و دگراندیش | [ ۲۰ ]                      |
| ۲۰۰۳ | Annan in 2012                                                                                        | کوفی عنان                           | غنا                              | برنده جایزه صلح نوبل و هفتمین دبیرکل سازمان ملل متحد | [ ۱۲ ]                      |
| ۲۰۰۳ | The UN-flag since its inception in 1946                                                              | سازمان ملل متحد                     | جهانی                            | برنده جایزه صلح نوبل و هفتمین دبیرکل سازمان ملل متحد | [ ۱۲ ]                      |
| ۲۰۰۴ | - | انجمن روزنامه‌نگاران بلاروس          | بلاروس                           | سازمان غیردولتی «با هدف تضمین آزادی بیان و دریافت حقوق و توزیع اطلاعات و ارتقای استانداردهای حرفه ای روزنامه‌نگاری» | [ ۲۱ ]                      |
| ۲۰۰۵ | Members of Ladies in White demonstrating in هاوانا, کوبا, in 2012                                    | زنان سفیدپوش                        | کوبا                             | جنبش مخالف، بستگان مخالفان زندانی | [ ۲۲ ]                      |
| ۲۰۰۵ | The Reporters Without Borders logo since 2012                                                        | گزارشگران بدون مرز                  | جهانی                            | سازمان غیردولتی مستقر در فرانسه که از آزادی مطبوعات دفاع می‌کند | [ ۲۲ ]                      |
| ۲۰۰۵ | Ibrahim in 2018                                                                                      | حوا ابراهیم                         | نیجریه                           | حقوقدان، فعال حقوق بشر | [ ۲۲ ]                      |
| ۲۰۰۶ | Milinkevich in 2009                                                                                  | الكساندر ميلينكويچ                  | بلاروس                           | سیاستمدار و نامزد انتخاب شده از طرف نیروهای متحدهٔ دموکراتیک بلاروس برای انتخابات ریاست جمهوری | [ ۲۳ ]                      |
| ۲۰۰۷ | Osman in 2013                                                                                        | صالح محمود عثمان                    | سودان                            | حقوقدان، فعال حقوق بشر | [ ۱۴ ]                      |
| ۲۰۰۸ | Hu Jia                                                                                               | هو یا                               | چین                              | فعال و دگراندیش | [ ۲۴ ]                      |
| ۲۰۰۹ | | مموریال                             | روسیه                            | انجمن بین‌المللی آزادی‌های مدنی | [ ۲۵ ]                      |
| ۲۰۱۰ | Fariñas in 2014                                                                                      | گیرمو فاریناس                       | کوبا                             | پزشک، ژورنالیست و مخالف حکومت | [ ۲۶ ]                      |
| ۲۰۱۱ | Mahfouz in 2011                                                                                      | اسماء محفوظ                         | مصر                              | پنج نماینده مردم عرب، به منظور به رسمیت شناختن و حمایت از تلاش آنها برای آزادی و حقوق بشر | [ ۲۷ ]                      |
| ۲۰۱۱ | al-Senussi in 2011                                                                                   | احمد السنوسی                        | لیبی                             | پنج نماینده مردم عرب، به منظور به رسمیت شناختن و حمایت از تلاش آنها برای آزادی و حقوق بشر | [ ۲۷ ]                      |
| ۲۰۱۱ | Zaitouneh from an unknown date                                                                       | رزان زیتونه                         | سوریه                            | پنج نماینده مردم عرب، به منظور به رسمیت شناختن و حمایت از تلاش آنها برای آزادی و حقوق بشر | [ ۲۷ ]                      |
| ۲۰۱۱ | Ferzat from Michael Netzer's Portraits of the Creators Sketchbook, 2011                              | علی فرزات                           | سوریه                            | پنج نماینده مردم عرب، به منظور به رسمیت شناختن و حمایت از تلاش آنها برای آزادی و حقوق بشر | [ ۲۷ ]                      |
| ۲۰۱۱ | - | محمد بوعزیزی                        | تونس                             | پنج نماینده مردم عرب، به منظور به رسمیت شناختن و حمایت از تلاش آنها برای آزادی و حقوق بشر | [ ۲۷ ]                      |
| ۲۰۱۲ | Panahi in 2007                                                                                       | جعفر پناهی                          | ایران                            | فعالان ایرانی، ستوده، وکیل دادگستری و پناهی، کارگردان سینما | [ ۲۸ ] [ ۲۹ ]               |
| ۲۰۱۲ | Sotoudeh in 2012                                                                                     | نسرین ستوده                         | ایران                            | فعالان ایرانی، ستوده، وکیل دادگستری و پناهی، کارگردان سینما | [ ۲۸ ] [ ۲۹ ]               |
| ۲۰۱۳ | Yousafzai in 2019                                                                                    | ملاله یوسف‌زی                        | پاکستان                          | فعال حقوق زنان و آموزش | [ ۳۰ ]                      |
| ۲۰۱۴ | Mukwege in 2014                                                                                      | دنیس موک‌وگه                         | جمهوری دموکراتیک کنگو            | پزشک زنان قربانیان تجاوز گروهی | [ ۳۱ ]                      |
| ۲۰۱۵ | Badawi in 2012                                                                                       | رائف بدوی                           | عربستان سعودی                    | نویسنده و فعال عربستانی | [ ۳۲ ] [ ۳۳ ] [ ب ]         |
| ۲۰۱۶ | Murad in 2016                                                                                        | نادیه مراد                          | عراق                             | فعالان حقوق بشر که مدتی در دست داعش اسیر بودند | [ ۳۴ ]                      |
| ۲۰۱۶ | Aji Bashar in 2017                                                                                   | لمیا حجی بشار                       | عراق                             | فعالان حقوق بشر که مدتی در دست داعش اسیر بودند | [ ۳۴ ]                      |
| ۲۰۱۷ | | مخالفان دولت ونزوئلا                | ونزوئلا                          | جایزه ساخاروف به همه زندانیان سیاسی ونزوئلا که «فورو پنال»، یکی از سازمان‌های حقوق بشری ونزوئلا نام‌شان را منتشر کرد، اهدا شد. | [ ۳۶ ]                      |
| ۲۰۱۸ | Sentsov in 2018                                                                                      | اولگ سنتسوف                         | اوکراین                          | کارگردان فیلم، نماد مبارزه برای آزادی زندانیان سیاسی در روسیه و سراسر جهان | [ ۳۷ ]                      |
| ۲۰۱۹ | Tohti in 2011                                                                                        | الهام توختی                         | چین                              | اقتصاددان، محقق و فعال حقوق بشر اویغور | [ ۳۸ ]                      |
| ۲۰۲۰ | Tsikhanouskaya in 2020                                                                               | مخالفان دولت بلاروس                 | بلاروس                           | اپوزیسیون دموکراتیک بلاروس به نمایندگی از شورای هماهنگی | [ ۳۹ ] [ ت ]                |
| ۲۰۲۱ | Navalny in 2011                                                                                      | آلکسی ناوالنی                       | روسیه                            | سیاستمدار مخالف و فعال مبارزه با فساد | [ ۴۱ ]                      |
| ۲۰۲۲ | Representatives from Ukraine                                                                         | مردم اوکراین                        | اوکراین                          | به اوکراینی‌هایی اعطا شد که پس از حمله روسیه به اوکراین در سال ۲۰۲۲ از دموکراسی، آزادی و حاکمیت قانون محافظت کردند. | [ ۴۳ ]                      |
| ۲۰۲۳ | A sign with the slogan on it in Central and Northern Kurdish as well as English                      | مهسا امینی و جنبش زن، زندگی، آزادی  | ایران                            | کشته‌شدن مهسا امینی منجر به خیزش ۱۴۰۱ ایران تحت شعار زن، زندگی، آزادی. | [ ۴۴ ] [ ۴۵ ]               |
| ۲۰۲۳ | | ماریا کورینا ماچادو ادموندو گونزالس | ونزوئلا                          | تلاش برای عدالت، دموکراسی و حاکمیت قانون | [ ۴۶ ]                      |